# Pachydectes
Pachydectes este un gen dispărut de biarmosuchian din ordinul terapsidelor, care face parte din familia Burnetiidae. Specia tip a acestuia, Pachydectes elsi, a fost denumită și clasificată în anul 2006. Exemplarul holotip (BP/1/5735) a fost descoperit în stratele grupului Beaufort din Africa de Sud, datând din permianul mijlociu. Fosila constă dintr-un craniu incomplet, fără mandibulă, comprimat lateral, care prezintă o îngroșare osoasă caracteristică în prelungirea caninilor superiori. Este considerat, împreună cu Bullacephalus, printre membrii cei mai vechi ai grupului Burnetiamorpha cunoscuți până în prezent.

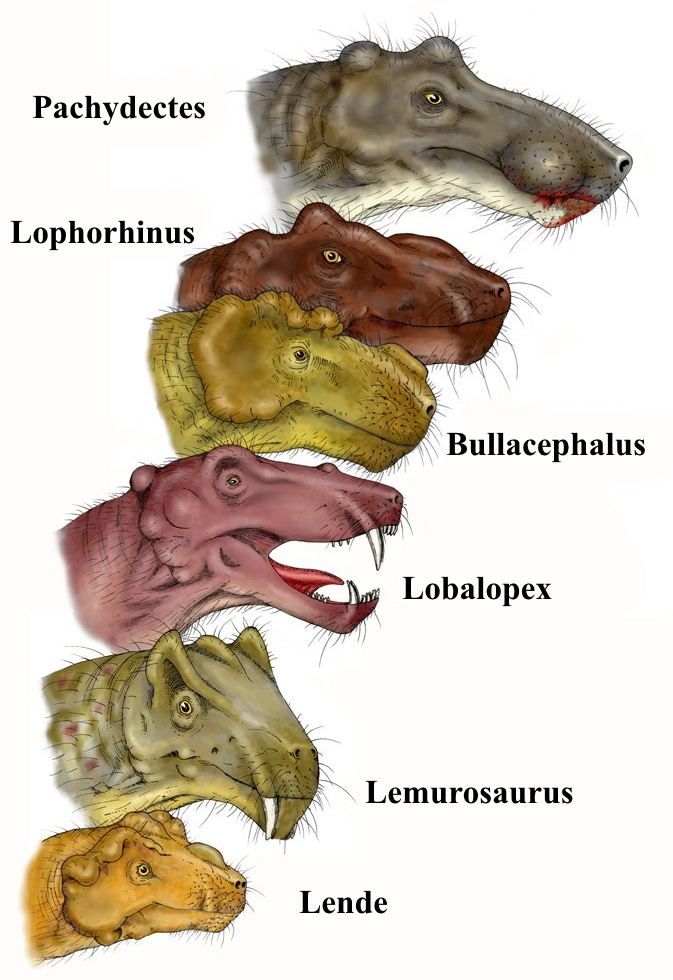
Pachydectes (primul de sus)
comparat cu rudele sale din clada Burnetiamorpha

Denumirea științifică a genului provine din limba greacă veche și este formată din cuvintele pachys (παχύς, însemnând „gros”) și dektes (δήκτης, însemnând „mușcător”, „care mușcă”), cu referire la mușcătura redutabilă a acestui carnivor.
Dimensiunile craniului păstrat (aproximativ 35 cm) sugerează că animalul căruia i-a aparținut era unul din cei mai mari reprezentanți ai familiei Burnetiidae, cu o lungime care atingea probabil în jur de 2 m.